# Heath Schroyer
Heath Martin Schroyer (Walkersville, Maryland, 1972. március 15. –) amerikai kosárlabdázó és kosárlabdaedző, 2021-től a McNeese Cowboys és Cowgirls atlétikai igazgatója (korábban a férfikosárlabda-csapat vezetőedzője).

## Fiatalkora
A DeMatha katolikus középiskolában érettségizett, majd a King River főiskolán elnyerte az All-America elismerést. Bölcsészettudományi alapdiplomáját 1995-ben szerezte az Armstrong Atlantic Állami Egyetemen.

## Pályafutása
Egy-egy évig a Kings River főiskola, illetve a Fresno City College edzőhelyettese volt, majd négy évre a BYU Cougars munkatársa lett. 2001–2002-ben a Wyoming Cowboys, 2002 és 2005 között pedig a Portland State Vikings munkatársa volt. 2005 és 2007 között a Fresno State Bulldogs edzőhelyettesi pozícióját töltötte be.
2007-től a Wyoming Cowboys vezetőedzője volt; 2011. február 8-án eredményei miatt kirúgták; ekkor azzal próbálta zsarolni az egyesületet, hogy csak akkor végzi el munkáját, ha szerződését meghosszabbítják. Az év májusában a UNLV Runnin’ Rebels helyettese lett.
2014. március 20-ától két szezonra a UT Martin Skyhawks vezetőedzője, majd egy évre a NC State Wolfpack edzőhelyettese lett. 2018-ban a McNeese Cowboys kosárlabdaedzője, 2021-ben atlétikai igazgatója lett.

## Eredményei vezetőedzőként
| Szezon                                                       | Eredmény                                    | Eredmény                                    | Helyezés                                    | Továbbjutás                                 |
| Szezon                                                       | Összesen                                    | Konferencia                                 | Helyezés                                    | Továbbjutás                                 |
| Portland State Vikings (Big Sky Conference)                  | Portland State Vikings (Big Sky Conference) | Portland State Vikings (Big Sky Conference) | Portland State Vikings (Big Sky Conference) | Portland State Vikings (Big Sky Conference) |
| ------------------------------------------------------------ | ------------------------------------------- | ------------------------------------------- | ------------------------------------------- | ------------------------------------------- |
| 2002–03                                                      | 5–22                                        | 3–11                                        | 8.                                          | –                                           |
| 2003–04                                                      | 11–16                                       | 5–9                                         | 8-                                          | –                                           |
| 2004–05                                                      | 19–9                                        | 9–3                                         | 1.                                          | –                                           |
| Eredmény:                                                    | 35–47 (.427)                                | 19–23 (.452)                                | –                                           | –                                           |
| Wyoming Cowboys (Mountain West Conference)                   |                                             |                                             |                                             |                                             |
| 2007–08                                                      | 12–18                                       | 5–11                                        | 8.                                          | –                                           |
| 2008–09                                                      | 19–14                                       | 7–9                                         | 6.                                          | CBI első kör                                |
| 2009–10                                                      | 10–21                                       | 3–13                                        | 8.                                          | –                                           |
| 2010–11                                                      | 8–15                                        | 1–8                                         | kirúgva                                     | –                                           |
| Eredmény:                                                    | 49–68 (.419)                                | 16–41 (.218)                                | –                                           | –                                           |
| UT Martin Skyhawks (Ohio Valley Conference)                  |                                             |                                             |                                             |                                             |
| 2014–15                                                      | 21–13                                       | 10–6                                        | 2.                                          | CIT elődöntő                                |
| 2015–16                                                      | 20–15                                       | 10–6                                        | T–1.                                        | CIT első kör                                |
| Eredmény:                                                    | 41–28 (.594)                                | 20–12 (.625)                                | –                                           | –                                           |
| McNeese State Cowboys (Southland Conference)                 |                                             |                                             |                                             |                                             |
| 2018–19                                                      | 9–23                                        | 5–13                                        | 12.                                         | –                                           |
| 2019–20                                                      | 15–17                                       | 10–10                                       | T–6.                                        | –                                           |
| 2020–21                                                      | 10–14                                       | 4–10                                        | 9.                                          | –                                           |
| Eredmény:                                                    | 34–53 (.391)                                | 19–33 (.365)                                | –                                           | –                                           |
| Összesen:                                                    | 158–196 (.446)                              | –                                           | –                                           | –                                           |
| Jelmagyarázat: Konferenciaszezon-bajnok Divíziószezon-bajnok |                                             |                                             |                                             |                                             |

## Fordítás
- Ez a szócikk részben vagy egészben  a   Heath Schroyer című angol Wikipédia-szócikk ezen változatának fordításán alapul.  Az eredeti cikk szerkesztőit annak laptörténete sorolja fel. Ez a jelzés csupán a megfogalmazás eredetét és a szerzői jogokat jelzi, nem szolgál a cikkben szereplő információk forrásmegjelöléseként.